# Monika Ciecierska
Monika Gonciarz, coniugata Ciecierska (Szprotawa, 23 ottobre 1973), è un'ex cestista polacca.

## Carriera
Con la Polonia ha disputato i Campionati europei del 2001.